# Anatoli Fedorenko
Anatolij Fedorenko (ryska Анатолий Федоренко), född 30 mars 1963 är en före detta sovjetrysk brottare som också tävlat för Vitryssland och Kazakstan.  
Han var europeisk mästare i grekisk-romersk stil, tungvikt 1985, 1988 och 1990 och silvermedaljör i lättungvikt vid brottnings-VM 1997. Han vann även junior-EM 1982. Han var tränare för Öregrunds BK i cirka tio år.